# Ligue majeure de baseball 1981
Navigation
1980 1982
La Ligue majeure de baseball 1981 est la 79e saison depuis le rapprochement entre la Ligue américaine et la Ligue nationale. Le coup d'envoi de la saison a eu lieu le 8 avril. La saison régulière est interrompue pendant 50 jours par la grève des Ligues majeures de baseball en 1981. La ligue décide que les vainqueurs de la première partie de saison puis les vainqueurs de la deuxième partie de la saison se qualifient pour les séries éliminatoires. Lors de la Série mondiale 1981, les Dodgers de Los Angeles dominent les Yankees de New York quatre rencontres à deux. 